# Șuie Paparude
Șuie Paparude è un gruppo musicale rumeno formatosi nel 1992. È costituito dai musicisti Mihai Campineanu, Mihai Dobre e Cezar Stanciulescu.

## Storia del gruppo
I Șuie Paparude hanno vinto il loro primo MTV Romania Music Award nella categoria di miglior alternativo con Armada verbală, tratta dal settimo album in studio A fost odată.... Hanno pubblicato diversi album in studio, tra cui Noul album (2018).

## Formazione
- Mihai Campineanu
- Mihai Dobre – voce
- Cezar Stanciulescu – voce

## Discografia

### Album in studio
- 1995 – Șuie Paparude
- 1997 – Salvează-te
- 2000 – Urban
- 2003 – Atac la persoane
- 2005 – Scandalos
- 2008 – A fost odată...
- 2010 – E suflet în aparat
- 2018 – Noul album

### Singoli
- 2006 – Armada verbală
- 2008 – Cu zâmbetul pe buze
- 2010 – Soundcheck
- 2012 – Nu te mai saturi de noi